# Eure
Eure är ett franskt departement beläget i regionen Normandie i norra Frankrike. I den tidigare regionindelningen som gällde fram till 2015 tillhörde Eure regionen Haute-Normandie. Departementet har fått sitt namn av floden Eure.

## Geografi
Eure ligger i norra Frankrike, i regionen Normandie. Departementet gränsar till Seine-Maritime, Oise, Val-d'Oise, Yvelines, Eure-et-Loir, Orne och Calvados. Genom landskapet flyter floden Seine och dess bifloder.

## Turism
Den mest välbesökta turistattraktionen är byn Giverny (4 km utanför Vernon), där impressionisten Claude Monets hus och trädgård kan besökas. Andra viktiga turistattraktioner är slottet Château-Gaillard och klostret Abbaye Notre-Dame du Bec.